# Pelophylax chosenicus
Pelophylax chosenicus är en groddjursart som först beskrevs av Okada 1931.  Pelophylax chosenicus ingår i släktet Pelophylax och familjen egentliga grodor. IUCN kategoriserar arten globalt som sårbar. Inga underarter finns listade i Catalogue of Life.